# بيل موراي (لاعب كرة قدم)
بيل موراي (بالإنجليزية: Bill Murray)‏ (10 يونيو 1901 في المملكة المتحدة - 14 ديسمبر 1961) هو مدرب كرة قدم ولاعب كرة قدم بريطاني (وحمل سابقاً جنسية المملكة المتحدة لبريطانيا العظمى وأيرلندا) في مركز الظهير. لعب مع نادي سانت ميرين.

## وصلات خارجية
- بيل موراي (لاعب كرة قدم) على موقع Soccerbase.com (مدرب) (الإنجليزية)